# Luisa di Prussia (1770-1836)
Federica Dorotea Luisa Filippina di Prussia (in tedesco Friederike Dorothea Luise Philippine von Preußen; Berlino, 24 maggio 1770 – Berlino, 7 dicembre 1836) è stata una principessa prussiana.

## Biografia

### Infanzia ed educazione
Luisa nacque nell'Ordenspalais (il Palazzo dell'Ordine di San Giovanni, di cui suo padre era a capo), figlia del principe Augusto Ferdinando di Prussia, e di sua moglie, la principessa Anna Elisabetta Luisa di Brandeburgo-Schwedt. Il suo padre biologico potrebbe essere stato il conte Friedrich Wilhelm Carl von Schmettau. La sua nascita fu una delusione per la sua famiglia, poiché all'epoca suo fratello maggiore Federico Enrico, principe di Prussia (1769-1773), era l'unico erede al trono degli Hohenzollern di suo zio Federico il Grande. Nonostante questo, suo padre era molto affettuoso con lei, mentre sua madre mostrava poco affetto per lei. Vivevano nella tenuta di Friedrichsfelde a Berlino.
Quando divenne più grande, gli fu data una governante luterana, Frau von Bielfeld; sua figlia Lisette, che aveva tre anni in più di lei, ne divenne dama di compagnia. Bielfeld era molto istruita, ma morì dopo soli cinque anni, nell'ottobre 1782. Nonostante l'attenzione di Frau von Bielfeld per l'educazione di Luisa, i suoi studi furono molto trascurati e dimenticò molto di ciò che le era stato insegnato. Di conseguenza, Bielfeld fu sostituita con la sua approvazione da una nuova governante, Fraulein von Keller; Luisa e Keller divennero molto unite.

### Trattative matrimoniali
Come nipote di Federico il Grande, c'erano spesso discorsi di possibili partiti per Luisa. Uno di questi candidati era il principe Massimiliano di Baviera, erede presunto di Carlo Teodoro, elettore di Baviera. L'elettore inviò un ambasciatore a Friedrichsfelde nel 1785, molto probabilmente per verificare l'aspetto e il carattere generale di Luisa. Alla fine però, Luisa venne ritenuta troppo giovane, poiché il principe Massimiliano avrebbe voluto sposarla entro l'anno; suo padre si rifiutò di separarsene fino all'età di diciotto anni. Massimiliano, poco dopo, sposò invece la principessa Augusta Guglielmina d'Assia-Darmstadt.
Un altro possibile candidato era il principe Federico, duca di York e Albany, il secondo figlio di Giorgio III del Regno Unito, il quale si recò a Berlino nel 1786 per partecipare a delle manovre militari; tuttavia, nulla di ciò accadde, e si diceva che fosse interessato alla cugina di Luisa, la principessa Federica Guglielmina. Federico, in seguito, sposò un'altra parente di Luisa, la principessa Federica Carlotta, figlia di suo cugino Federico Guglielmo II di Prussia.

### Matrimonio
Nell'aprile del 1795, il principe Michał Hieronim Radziwiłł e sua moglie andarono a Berlino con i figli Christina e Antoni; il 1 maggio furono presentati alla corte reale a Schloss Bellevue. I Radziwiłł erano una famiglia cattolica polacca che apparteneva alla più antica e più rinomata delle dinastie di Polonia. Col passare del tempo, Luisa e Antoni decisero di sposarsi. Mentre molti membri della sua famiglia erano favorevoli a una simile unione, sua madre, non approvava. I genitori di Luise diedero infine il loro pieno consenso a patto che i due sposi vivessero vicino a loro.
Anche suo cugino, Federico Guglielmo II di Prussia, diede il suo consenso, compiaciuto che la coppia progettasse di stabilirsi a Berlino. Tuttavia, mentre gli accordi per il fidanzamento erano in corso, Federico Guglielmo, avendo rapidamente e felicemente acconsentito al loro matrimonio, ritardò sorprendentemente la sua corrispondenza per diversi giorni. Quando alla fine inviò una lettera, dicendo che "il principe Anton non era di una casa sovrana, non poteva sancire un fidanzamento cerimoniale". I genitori di Luisa rimasero feriti e incolparono uno dei suoi consiglieri per questo cambio di opinione. In una lettera successiva, il re dichiarò il suo sostegno al matrimonio, ma si sentì legato dalle attenzioni dei suoi ministri all'etichetta e al cerimoniale.
La coppia si sposò il 17 marzo 1796. Benché la famiglia Radziwiłł avesse titoli e possedimenti, il matrimonio era comunque considerato ineguale per un membro della Casa di Hohenzollern. 
La coppia risiedette al Radziwill Palace di Berlino. Luisa era una moglie felice e si diceva che le serate e i banchetti della coppia fossero più divertenti di qualsiasi altra cosa alla corte prussiana. Antoni, egli stesso un eccellente musicista, patrocinò i migliori artisti dell'epoca; il sostegno di Luisa non gli mancò mai. 
Luisa, come molte altre donne di alto rango dell'epoca, visitò ospedali, particolarmente quelli militari durante le guerre napoleoniche; durante questo periodo anche Luisa e la sua famiglia compirono sacrifici volti a favorire un esito positivo della guerra: cessarono per esempio i viaggi da e per Berlino, poiché tutti i cavalli furono inviati all'esercito prussiano.

### Morte
Nel 1815, suo marito fu nominato Duca-Governatore del Granducato di Posen, dove si trasferì con la sua famiglia. Luisa partecipò a varie cause sociali. L'amministrazione di Antoni fu infruttuosa e quasi impotente nel prevenire la germanizzazione della regione. Poco dopo lo scoppio dell'insurrezione di novembre fu privato di tutti i poteri, il Granducato fu abolito e la sua autonomia fu cancellata. Antoni ritornò nel suo palazzo a Berlino, dove morì il 7 aprile 1833. Fu sepolto nella cattedrale di Poznań. 
Luisa morì il 7 dicembre 1836 a Berlino.

## Discendenza
Luisa e Antoni Radziwiłł ebbero sette figli:
- Wilhelm Paweł Radziwiłł (19 marzo 1797-5 settembre 1870);
- Ferdynant Fryderyk Radziwiłł (13 agosto 1798-9 settembre 1827);
- Luiza (1799-1809);
- Eliza Fryderyka Radziwiłł (28 ottobre 1803-27 agosto 1834);
- Bogusław Fryderyk Radziwiłł (3 gennaio 1809-2 gennaio 1873);
- Władysław Radziwiłł (1811-1831);
- Wanda Augusta Wilhelmina Radziwiłł (29 gennaio 1813-16 settembre 1845), sposò Adam Konstanty Czartoryski.

## Ascendenza[15]
|                                              |                                          |                                                           | Genitori                                |  |  | Nonni |  |  | Bisnonni              |  |  | Trisnonni                           |  |
|                                              |                                          |                                                           |                                         |  |  |       |  |  | Federico I di Prussia |  |  | Federico Guglielmo I di Brandeburgo |  |
|                                              |                                          |                                                           |                                         |  |  |       |  |  | Federico I di Prussia |  |  | Federico Guglielmo I di Brandeburgo |  |
|                                              |                                          | Luisa Enrichetta d'Orange                                 |                                         |  |  |       |  |  | Federico I di Prussia |  |  |                                     |  |
| Federico Guglielmo I di Prussia              |                                          |                                                           |                                         |  |  |       |  |  | Federico I di Prussia |  |  |                                     |  |
|                                              |                                          | Sofia Carlotta di Hannover                                | Ernesto Augusto di Brunswick-Lüneburg   |  |  |       |  |  |                       |  |  |                                     |  |
|                                              |                                          | Sofia Carlotta di Hannover                                | Ernesto Augusto di Brunswick-Lüneburg   |  |  |       |  |  |                       |  |  |                                     |  |
|                                              |                                          | Sofia Carlotta di Hannover                                | Sofia del Palatinato                    |  |  |       |  |  |                       |  |  |                                     |  |
| Augusto Ferdinando di Prussia                |                                          | Sofia Carlotta di Hannover                                |                                         |  |  |       |  |  |                       |  |  |                                     |  |
|                                              |                                          | Giorgio I del Regno Unito                                 | Ernesto Augusto di Brunswick-Lüneburg   |  |  |       |  |  |                       |  |  |                                     |  |
|                                              |                                          | Giorgio I del Regno Unito                                 | Ernesto Augusto di Brunswick-Lüneburg   |  |  |       |  |  |                       |  |  |                                     |  |
|                                              |                                          | Giorgio I del Regno Unito                                 | Sofia del Palatinato                    |  |  |       |  |  |                       |  |  |                                     |  |
| Sofia Dorotea di Hannover                    |                                          | Giorgio I del Regno Unito                                 |                                         |  |  |       |  |  |                       |  |  |                                     |  |
|                                              |                                          | Sofia Dorotea di Celle                                    | Giorgio Guglielmo di Brunswick-Lüneburg |  |  |       |  |  |                       |  |  |                                     |  |
|                                              |                                          | Sofia Dorotea di Celle                                    | Giorgio Guglielmo di Brunswick-Lüneburg |  |  |       |  |  |                       |  |  |                                     |  |
|                                              |                                          | Sofia Dorotea di Celle                                    | Éléonore d'Esmier d'Olbreuse            |  |  |       |  |  |                       |  |  |                                     |  |
| Luisa di Prussia                             |                                          | Sofia Dorotea di Celle                                    |                                         |  |  |       |  |  |                       |  |  |                                     |  |
|                                              | Filippo Guglielmo di Brandeburgo-Schwedt | Federico Guglielmo I di Brandeburgo                       |                                         |  |  |       |  |  |                       |  |  |                                     |  |
|                                              | Filippo Guglielmo di Brandeburgo-Schwedt | Federico Guglielmo I di Brandeburgo                       |                                         |  |  |       |  |  |                       |  |  |                                     |  |
|                                              | Filippo Guglielmo di Brandeburgo-Schwedt | Sofia Dorotea di Schleswig-Holstein-Sonderburg-Glücksburg |                                         |  |  |       |  |  |                       |  |  |                                     |  |
| Federico Guglielmo di Brandeburgo-Schwedt    | Filippo Guglielmo di Brandeburgo-Schwedt |                                                           |                                         |  |  |       |  |  |                       |  |  |                                     |  |
|                                              |                                          | Giovanna Carlotta di Anhalt-Dessau                        | Giovanni Giorgio II di Anhalt-Dessau    |  |  |       |  |  |                       |  |  |                                     |  |
|                                              |                                          | Giovanna Carlotta di Anhalt-Dessau                        | Giovanni Giorgio II di Anhalt-Dessau    |  |  |       |  |  |                       |  |  |                                     |  |
|                                              |                                          | Giovanna Carlotta di Anhalt-Dessau                        | Enrichetta Caterina d'Orange            |  |  |       |  |  |                       |  |  |                                     |  |
| Anna Elisabetta Luisa di Brandeburgo-Schwedt |                                          | Giovanna Carlotta di Anhalt-Dessau                        |                                         |  |  |       |  |  |                       |  |  |                                     |  |
|                                              |                                          | Federico Guglielmo I di Prussia                           | Federico I di Prussia                   |  |  |       |  |  |                       |  |  |                                     |  |
|                                              |                                          | Federico Guglielmo I di Prussia                           | Federico I di Prussia                   |  |  |       |  |  |                       |  |  |                                     |  |
|                                              |                                          | Federico Guglielmo I di Prussia                           | Sofia Carlotta di Hannover              |  |  |       |  |  |                       |  |  |                                     |  |
| Sofia Dorotea di Prussia                     |                                          | Federico Guglielmo I di Prussia                           |                                         |  |  |       |  |  |                       |  |  |                                     |  |
|                                              |                                          | Sofia Dorotea di Hannover                                 | Giorgio I del Regno Unito               |  |  |       |  |  |                       |  |  |                                     |  |
|                                              |                                          | Sofia Dorotea di Hannover                                 | Giorgio I del Regno Unito               |  |  |       |  |  |                       |  |  |                                     |  |
|                                              |                                          | Sofia Dorotea di Hannover                                 | Sofia Dorotea di Celle                  |  |  |       |  |  |                       |  |  |                                     |  |
|                                              |                                          | Sofia Dorotea di Hannover                                 |                                         |  |  |       |  |  |                       |  |  |                                     |  |